# Hat-trick
Hat-trick je izraz (potekao iz engleskog jezika) koji se koristi u nogometu i hokeju za tri postignuta pogotka jednog igrača u jednoj utakmici, ili da bi se označile tri uzastopne pobjede jedne ekipe. Izvorno je obuhvaćao samo tri pogotka jednog igrača u jednom poluvremenu.
Izraz najvjerojatnije potječe iz kriketa, gdje je igrač koji bi trima uzastopnim loptama izbacio tri protivnička udarača na dar dobio šešir (engl. hat).